# مانو نارايان
مانو نارايان (بالإنجليزية: Manu Narayan)‏ هو ممثل أمريكي، ولد في 16 أغسطس 1973 ببيتسبرغ في الولايات المتحدة.

## أعمال

### أفلام
- (2010) ذا لاست إيربندر[4][5]

## وصلات خارجية
- مانو نارايان على موقع IMDb (الإنجليزية)
- مانو نارايان على موقع قاعدة بيانات برودواي على الإنترنت (الإنجليزية)
- مانو نارايان على موقع قاعدة بيانات الفيلم (الإنجليزية)